# ジューンブライド 〜あなたしか見えない〜
『ジューンブライド 〜あなたしか見えない〜』（ジューンブライド あなたしかみえない）は三枝夕夏 IN dbの12thシングル。

## 内容
- 『名探偵コナン』との「眠る君の横顔に微笑みを」以来3度目のタイアップ曲。前コナン2作のタイアップに続き自身3番目の売り上げを記録している。
- オリコンデイリーランキングでは、初登場6位にランクインした。
- サムシング・フォー伝説から結婚式で花嫁の幸せを呼ぶイギリスの銀貨6ペンスのおまじない伝説からCDの特典に6ペンス・コインが取り入れられた。

## 収録曲
1. ジューンブライド 〜あなたしか見えない〜
  - 作詞：三枝夕夏 / 作曲・編曲：徳永暁人

日本テレビ･読売テレビ系アニメ『名探偵コナン』エンディングテーマ。
友人の結婚式を思い作られたという暖かなウェディングソングであり、それにちなんで、テレビ朝日系『ミュージックステーション』、日本テレビ系『音楽戦士 MUSIC FIGHTER』に出演の時は三枝夕夏がミニスカート状のウェディングドレスを着用して歌った。
2. どんなに明日が見えなくても
  - 作詞：三枝夕夏 / 作曲：大野愛果 / 編曲：小澤正澄
3. 僕らの孤独なゲーム
  - 作詞：三枝夕夏 / 作曲・編曲：後藤康二
4. ジューンブライド 〜あなたしか見えない〜 <TV version>
5. ジューンブライド 〜あなたしか見えない〜 (Instrumental)

## 収録アルバム
ジューンブライド 〜あなたしか見えない〜
- U-ka saegusa IN db III
- 三枝夕夏 IN d-best 〜Smile&Tears〜
- THE BEST OF DETECTIVE CONAN 3 〜名探偵コナン テーマ曲集3〜
- GIZA studio presents -Girls-
- U-ka saegusa IN db Final Best

## カバー
- 今井麻美、原由実、沼倉愛美 - 2011年のアルバム『THE IDOLM@STER STATION!!! THIRD TRAVEL WANTED』に収録。